# 帕伊斯科洛韦诺
帕伊斯科洛韦诺（義大利語：Paisco Loveno），是意大利布雷西亚省的一个市镇。总面积35平方公里，人口200人，人口密度5.7人/平方公里（2009年）。国家统计（ISTAT）代码为017131。